# تأثير الأكسجين
يشير تأثير الأكسجين في الكيمياء الحيوية، إلى ميل لزيادة الحساسية الإشعاعية للخلايا الحية الحرة والكائنات الحية في وجود الأكسجين مقارنة بظروف نقص الأكسجين ، حيث يكون توترغاز الدم أقل من 1% من الضغط الجوي (مثل: <1% من 101.3 كيلو باسكال أو 760 مم زئبق أو 760 تور).

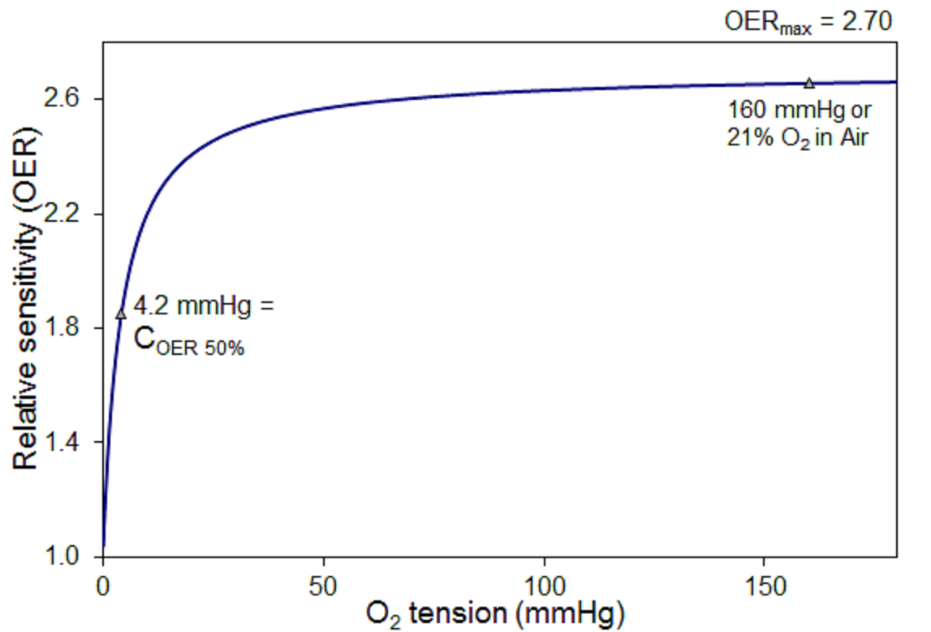
الحساسية النسبية. يوضح هذا الشكل التغير النموذجي في الحساسية الإشعاعية النسبية لتأثير بيولوجي مثل موت الخلايا عند تعرضها لإشعاعات ذات كثافة مؤينة منخفضة (مثل الأشعة السينية). العلاقة الزائدية الموضحة لها حد أقصى لنسبة تعزيز الأكسجين يبلغ 2.70 ل 100% أكسجين (عند 760 مم زئبق)، مع قيمة نصف المدى لنسبة تعزيز الأكسجين عند 4.2 مم زئبق أو 0.55% من الأكسجين

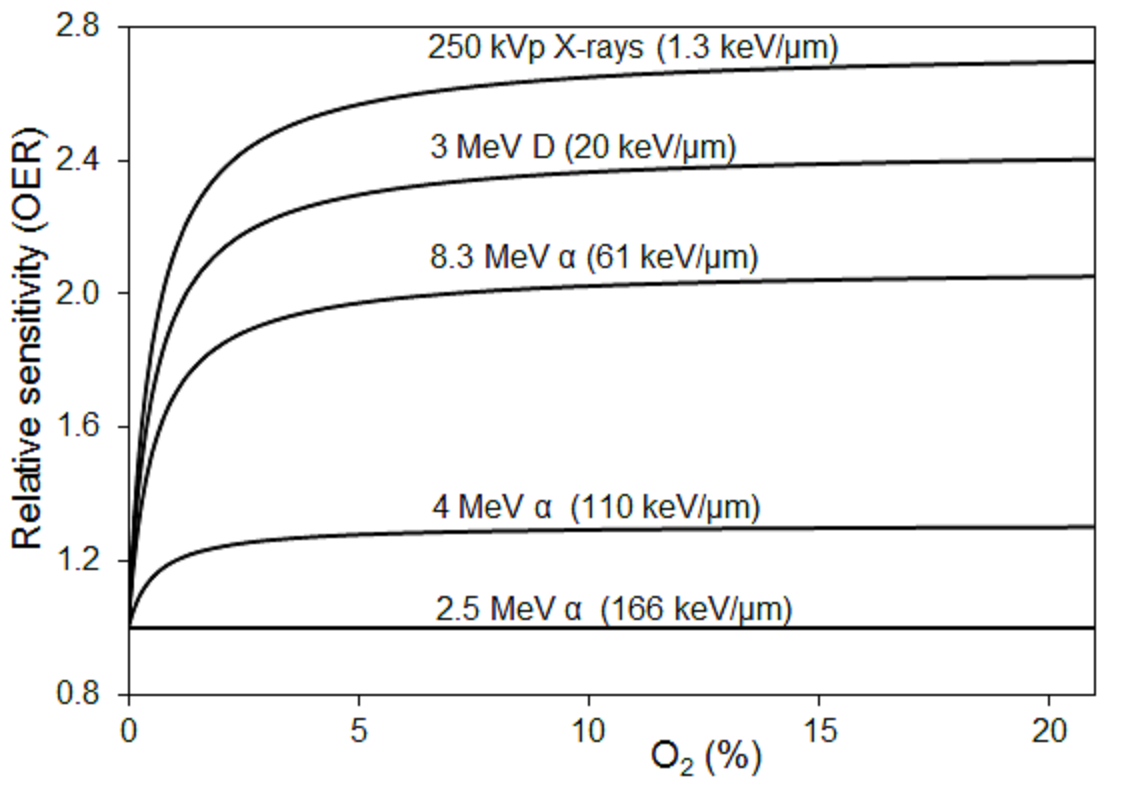
التغيير مع الكثافة المؤينة. يوضح هذا الشكل الاتجاه في الحساسية الإشعاعية النسبية أو نسبة تعزيز الأكسجين مع توتر الأكسجين للإشعاعات ذات الكثافة المؤينة المختلفة أو نقل الطاقة الخطي (نقل الطاقة الخطي، كيلو فولت / ميكرومتر). تم قياس تثبيط تكوين الاستنساخ بواسطة الخلايا البشرية المستزرعة بعد التعرض لجسيمات ألفا والديوترونات والأشعة السينية 250 كيلو فولت بواسطة باردنسن (1966). كان نطاق الحد الأقصى لنسبة تعزيز الأكسجين للأكسجين بنسبة 100% (عند 760 مم زئبق) 2.7 للأشعة السينية 250 كيلو فولت تنخفض إلى 1.0 لجسيمات ألفا 2.5 ميجا فولت. في كل حالة، تفترض منحنيات نسبة تعزيز الأكسجين الموضحة قيمة نصف المدى لنسبة تعزيز الأكسجين تبلغ 4.2 مم زئبق أو 0.55% أكسجين.

توضيح تأثير الأكسجين وأهميته لأنسجة نقص الأكسجين
تأثير الأكسجين له أهمية خاصة في العلاج بالأشعة الخارجي حيث يمكن أن يكون قتل الخلايا السرطانية بحزم الفوتون والإلكترون في المناطق المؤكسجة جيدًا أكثر بثلاث مرات منه في جزء ضعيف من الأوعية الدموية من الورم.
إلى جانب نقص تأكسج الورم، فإن تأثير الأكسجين وثيق الصلة أيضًا بظروف نقص التأكسج الموجودة في علم وظائف الأعضاء الطبيعي لمنافذ الخلايا الجذعية، مثل:بطانة العظم المجاورة للعظم في نخاع العظم والنسيج الطلائي للقناة الهضمية. بالإضافة إلى ذلك، هناك أمراض غير خبيثة، حيث يمكن أن تصبح الأنسجة المؤكسجة فيها نقص أكسجين، كما هو الحال في الشرايين التاجية المتضيقة المرتبطة بأمراض القلب والأوعية الدموية.
بحث تاريخي حول تأثير الأكسجين
حدد هولتهاوزن (1921) لأول مرة تأثير الأكسجين، حيث وجد بيض فقس أقل من 2.5 إلى 3.0 أضعاف من الديدان الاسطوانية أسكارس في الأكسجين مقارنة بظروف نقص الأكسجين ، والتي تم تخصيصها بشكل غير صحيح للتغيرات في انقسام الخلايا. ومع ذلك، بعد ذلك بعامين، عزا بيتري (1923) لأول مرة توتر الأكسجين على أنه يؤثر على تأثيرات الإشعاع المؤين على بذور الخضروات. في وقت لاحق، تمت مناقشة الآثار المترتبة على آثار الأكسجين على العلاج بالأشعة من قبل موترام (1936).
الملاحظة الرئيسية التي تحد من الفرضيات لشرح الآليات البيولوجية لتأثير الأكسجين هي أن غاز أحادي أكسيد النيتروجين هو محسس إشعاعي له تأثيرات مماثلة للأكسجين الذي لوحظ في الخلايا السرطانية. ملاحظة أخرى مهمة هي أن الأكسجين يجب أن يكون موجودا عند الإشعاع أو في غضون أجزاء من الثانية بعد ذلك حتى يحدث تأثير الأكسجين.
أفضل تفسير معروف لتأثير الأكسجين هو فرضية تثبيت الأكسجين التي طورها ألكسندر في عام (1962)، والتي افترضت أن ضرر الحمض
النووي النووية غير القابلة للاستعادة أو "الثابتة" الناتجة عن الإشعاع مميتة للخلايا في وجود الأكسجين ثنائي الذرة. تتضمن الفرضيات الحديثة فرضية تستند إلى الضرر المعزز بالأكسجين من المعتقدات الأولى. تفترض فرضية أخرى أن الإشعاع المؤين يثير الميتوكوندريا لإنتاج الأكسجين النشط (وأنواع النيتروجين)، والتي تتسرب أثناء الفسفرة التأكسدية التي تختلف مع علاقة زيادة التشبع التي لوحظت مع كل من تأثيرات الأكسجين وأكسيد النيتريك.
نسبة تعزيز الأكسجين وتأثير نقل الطاقة الخطية للإشعاع

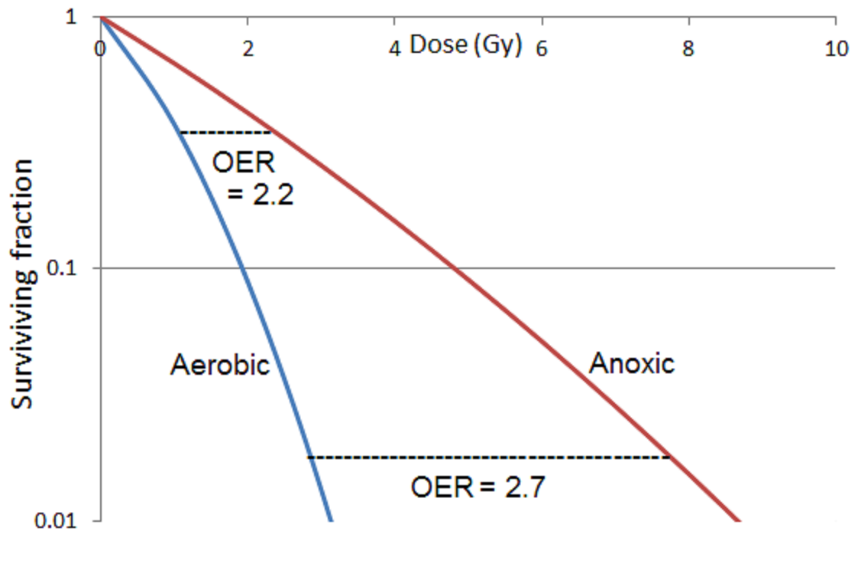
بقاء الخلية. يوضح هذا الرقم الانخفاض في نسبة تعزيز الأكسجين من الظروف الهوائية إلى حالات نقص الأكسجين لأقل مقارنة بالجرعات الأعلى، والتي لها تأثير على اختيار التعرض لتجزئة الجرعة للعلاج الإشعاعي للأورام.

يتم قياس تأثير الأكسجين عن طريق قياس حساسية الإشعاع أو نسبة تعزيز الأكسجين لتأثير بيولوجي معين (على سبيل المثال: موت الخلايا أو تلف الحمض النووي)، وهي نسبة الجرعات تحت ظروف الأكسجين النقي ونقص الأكسجين. وبالتالي، تختلف نسبة تعزيز الأكسجين من الوحدة في نقص الأكسجين إلى قيمة قصوى للأكسجين بنسبة 100% تصل عادة إلى ثلاثة للإشعاع منخفض الكثافة المؤينة (أشعة بيتا أو جاما أو الأشعة السينية)، أو ما يسمى بإشعاعات نقل الطاقة الخطية المنخفضة.
تختلف الحساسية للإشعاع بسرعة أكبر بالنسبة للضغوط الجزئية للأكسجين التي تقل عن ~ 1٪ في الغلاف الجوي (الشكل 1). طور هوارد فلاندرز وألبر (1957) صيغة للدوال الزائدة لنسبة تعزيز الأكسجين وتباينها مع تركيز الأكسجين، أو ضغط الأكسجين في الهواء.
حدد علماء الأحياء الإشعاعية خصائص إضافية لتأثير الأكسجين التي تؤثر على ممارسات العلاج الإشعاعي. ووجدوا أن القيمة القصوى لنسبة تعزيز الأكسجين تتضاءل مع زيادة كثافة التأين للإشعاع(الشكل 2)، من نقل الطاقة الخطي المنخفض إلى إشعاعات نقل الطاقة عالية الخطية. نسبة تعزيز الأكسجين هي الوحدة بغض النظر عن توتر غاز الدم لجسيمات ألفا لنقل الطاقة الخطية العالية حوالي 200 كيلو فولت / ميكرومتر. يتم تقليل نسبة تعزيز الأكسجين للجرعات المنخفضة كما تم تقييمها لخلايا الثدييات المستزرعة المعرضة للأشعة السينية تحت الظروف الهوائية (21% O2 ،159 مم زئبق) ونقص الأكسجين (النيتروجين). علاجات التجزئة النموذجية هي التعرض اليومي 2 جراي، حيث أنه أقل من هذه الجرعة يتم التعدي على ما يسمى بـ "الكتف" أو منطقة الإصلاح لمنحنى بقاء الخلية عند تقليل نسبة تعزيز الأكسجين (الشكل 3).